# (6) Hebe
(6) Hebe és un asteroide molt gran del cinturó d'asteroides. Té una superfície brillant i està compost de metall. És de níquel-ferro amb roques de silicats. Va ser el sisè asteroide descobert, l'1 de juliol de 1847 des de Driesen. Va ser el segon i últim asteroide descobert per Karl Ludwig Hencke, que també va trobar (5) Astrea. Va ser batejat en honor d'Hebe, deessa grega de la joventut.
El 5 de març de 1977, Hebe va ocultar Kaffaljidhma (γ Cetus), una estrella de tercera magnitud moderadament brillant. No s'ha informat de cap altra observació d'ocultacions per Hebe. Com a resultat d'aquesta ocultació, P. D. Maley va anunciar el descobriment d'un petit satèl·lit al que és anomenat Jebe. No obstant això, aquest descobriment no ha estat confirmat.